# Trzmielówka leśna
Trzmielówka leśna (Volucella pellucens) – gatunek muchówki z rodziny bzygowatych.

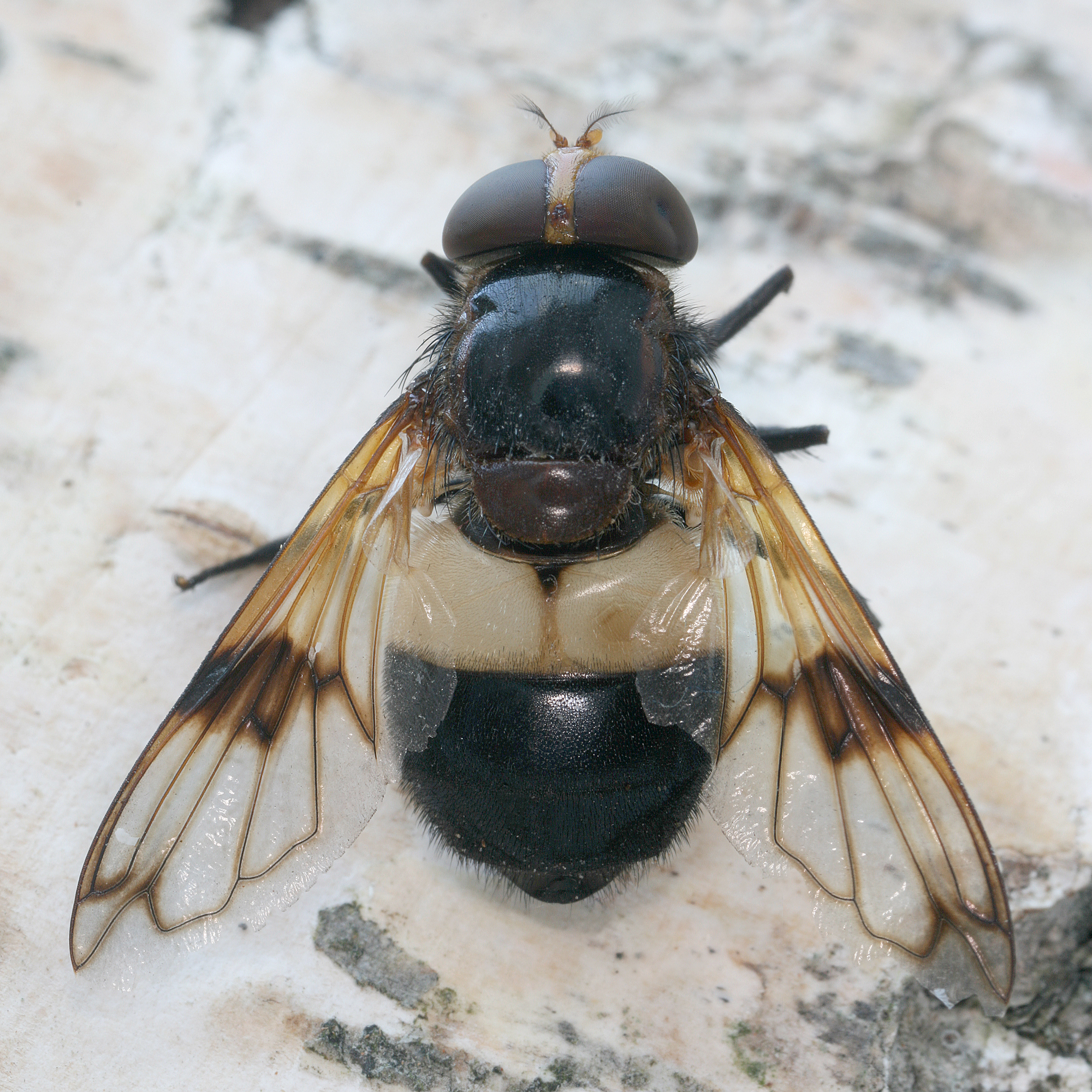
Volucella pellucens

Ciało długości od 12 do 16 mm, czarno-granatowe z żółtym pasem. Na obwodzie tarczki widoczny rząd ciemnych włosków.

## Biologia

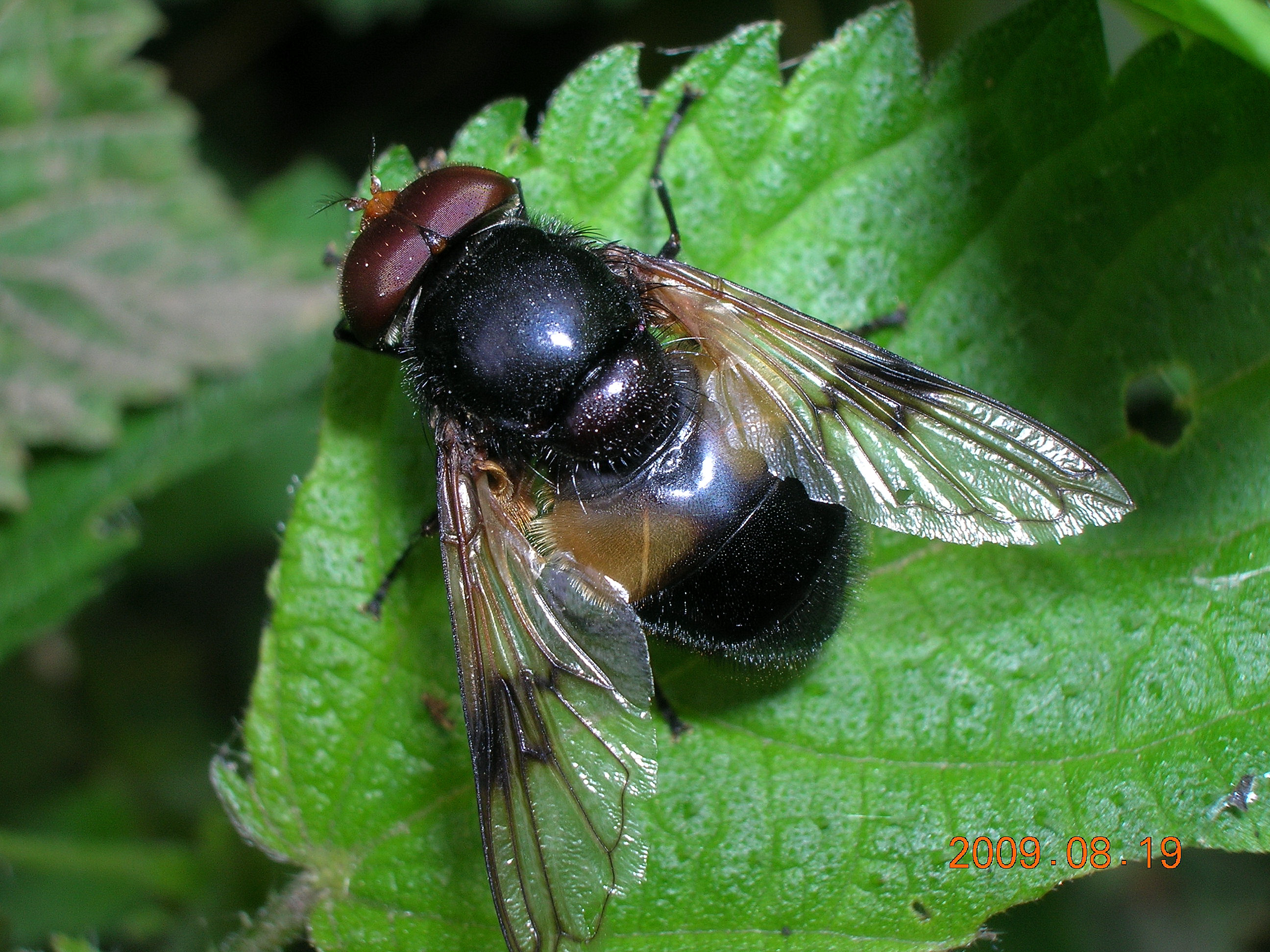
Dorosły owad w stanie spoczynku

Owady dorosłe (imagines) spotykana na kwiatach, na polanach, porębach, leśnych drogach i na skrajach lasów, od kwietnia do października. Najłatwiej spotkać je od maja do sierpnia.
Larwy przechodzą swój rozwój w gniazdach os: osa pospolita (Paravespula vulgarus), osa dachowa (Paravespula germanica). Samica trzmielówki leśnej dostaje się do gniazda os i składa tam jaja na powierzchni plastra. Wylęgające się larwy dostają się do komórek z larwami os i żyją jako ektopasożyty na ciele larw os. Później przegryzają się przez ścianę komórki na zewnątrz gniazda i na dnie gniazda żywią się martwymi osami i resztkami organicznymi. Na zimę przedostają się do gleby. Przepoczwarczenie odbywa się na wiosnę.

## Występowanie
Gatunek palearktyczny, zamieszkuje Europę, Syberię i Japonię.